# Ella Abraça Jobim
Ella Abraça Jobim, sottotitolo Ella Fitzgerald Sings the Antonio Carlos Jobim Songbook è il quarantanovesimo album della cantante jazz Ella Fitzgerald, pubblicato dalla Pablo Records nel 1981.
L'album vede la cantante interpretare brani di Antônio Carlos Jobim. È stato ristampato in CD nel 1991 ma senza le tracce Don't Ever Go Away e Song of the Jet.
Il titolo è un gioco di parole sulla frase in portoghese "ela abraça Jobim", in italiano "lei abbraccia Jobim".

## Tracce
Lato A
1. Somewhere in the Hills (Favela) (Vinícius de Moraes, Ray Gilbert) – 3:56
2. The Girl from Ipanema (de Moraes, Norman Gimbel) – 3:50
3. Dindi (Ray Gilbert, Aloysio Oliveira) – 6:37
4. Desafinado (Off Key) (Jesse Cavanaugh, Jon Hendricks, Newton Mendonça) – 3:41
5. Water to Drink (Agua de Beber) (de Moraes, Gimbel) – 2:44
6. Dreamer (Vivo Sonhando) (George Lees) – 4:55
7. Corcovado (Quiet Nights of Quiet Stars) (Lees) – 5:40
8. Bonita (Gilbert, Lees) – 2:50
9. One Note Samba (Samba de Uma Nota Só) (Mendonça, Hendricks) – 3:51
10. Don't Ever Go Away (Por Causa de Voce) (Gilbert, Dolores Duran) - 2:52

Lato B
1. Triste – 4:07
2. How Insensitive (Insensatez) (de Moraes, Gimbel) – 3:00
3. He's a Carioca (Ele É Carioca) (de Moraes, Gilbert) – 5:14
4. This Love that I've Found (Só Tinha de Ser Com Você (Oliveira) – 5:17
5. A Felicidade (de Moraes) – 2:19
6. Wave – 5:22
7. Song of the Jet (Samba Do Avião) (Lees) – 3:40
8. Photograph (Fotografia) (Gilbert) – 3:49
9. Useless Landscape (Inútil Paisagem) (Gilbert, Oliveira) – 7:59

## Musicisti
- Ella Fitzgerald - Voce
- Clark Terry - Tromba
- Zoot Sims - Sax Tenore
- Toots Thielemans - Armonica a bocca
- Henry Trotter - Tastiere
- Joe Pass - Chitarra
- Abraham Laboriel - Contrabbasso
- Alex Acuña - Batteria
- Paulinho da Costa - Percussioni